# FIFA Ballon d’Or

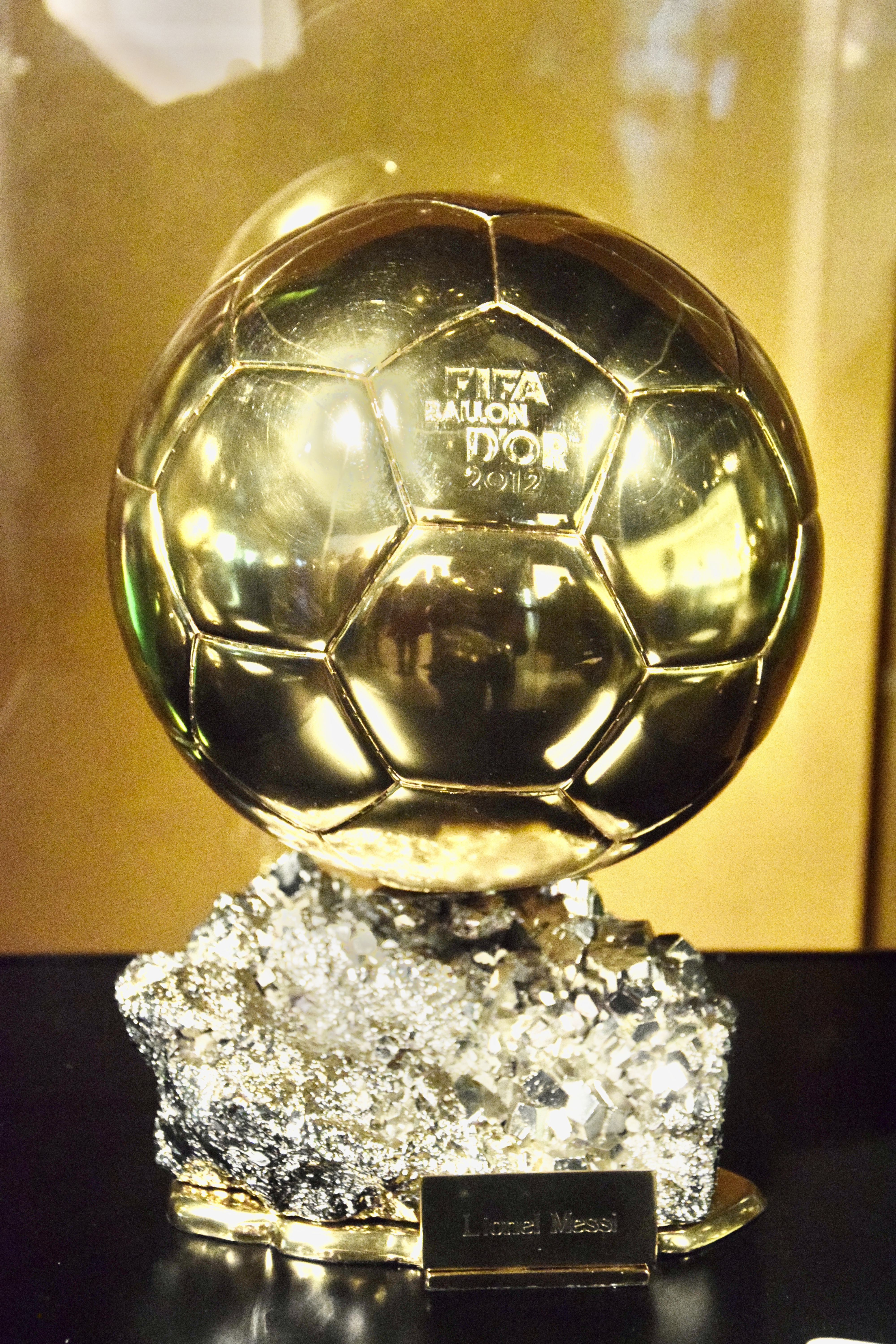
Die männlichen Gewinner des FIFA Ballon d’Or erhielten den üblichen Ballon d’Or

Der FIFA Ballon d’Or (französisch für „Goldener Ball“) war zwischen 2010 und 2015 die einzige Auszeichnung für den „Weltfußballer des Jahres“. Der Preis wurde in diesem Zeitraum als Zusammenfassung der Auszeichnungen FIFA-Weltfußballer des Jahres und Ballon d’Or vom Weltverband FIFA und der französischen Fachzeitschrift France Football gemeinsam vergeben. 2016 sind France Football und die FIFA zum alten Modus zurückgekehrt und vergeben ihre Auszeichnungen wieder getrennt. Die Gewinner des FIFA Ballon d’Or werden bei den Männern sowohl in der Gewinnerliste des Ballon d’Or als auch des FIFA-Weltfußballers geführt. Bei den Frauen werden die Gewinnerinnen nur als FIFA-Weltfußballerin geführt, nicht hingegen als Gewinnerin des 2018 eingeführten Ballon d’Or féminin.
Erster Titelträger bei den Männern war Lionel Messi, der insgesamt viermal als Weltfußballer geehrt wurde. Die Brasilianerin Marta erhielt die Auszeichnung als erste Frau. Die letzte Weltfußballerin im Jahr 2015 wurde die US-amerikanische Mittelfeldspielerin Carli Lloyd.

## Gala
Die gleichnamige Gala war die Fortführung der FIFA World Player Gala (von 1991 bis 2009); folgende Auszeichnungen wurden verliehen:
- FIFA Ballon d’Or – Weltfußballer des Jahres
- FIFA-Weltfußballerin des Jahres
- FIFA-Welttrainer des Jahres (Männer- und Frauenfußball)
- FIFA Presidential Award
- FIFA-Fairplay-Preis
- FIFA-Puskás-Preis
- FIFA FIFPro World XI

Ferner wurde 2013 die brasilianische Fußballlegende Pelé mit dem FIFA Ballon d’Or Prix d’Honneur, dem Ehrenpreis für sein Lebenswerk, ausgezeichnet.
Nach dem Ende des FIFA Ballon d’Or rief die FIFA die Gala The Best FIFA Football Awards ins Leben, auf der sie seit Januar 2017 ihre Preise verleiht.

## Vergabemodus
Die Zusammenlegung der beiden Preise spiegelt sich auch im Vergabemodus wider. Die Stimmen kommen zum einen von den Trainern und Kapitänen der Nationalmannschaften, wie dies beim FIFA-Weltfußballer der Fall war, und von den Medienvertretern, wie es beim Ballon d'Or von France Football gehandhabt wurde. Jeder der Juryteilnehmer vergibt an drei Spieler aus einer von der France-Football-Redaktion und der FIFA gemeinsam vorgegebenen Liste fünf, drei bzw. einen Punkt. Dabei soll die Leistung der Spieler im gesamten jeweiligen Kalenderjahr gewürdigt werden. Da die drei Gruppen von Abstimmenden unterschiedliche Wählerzahlen aufweisen, die Voten dieser drei „Wahlkollegien“ aber je exakt ein Drittel des Gesamtergebnisses ausmachen sollen, werden die absoluten Punktzahlen anschließend in Prozentangaben umgerechnet und so veröffentlicht.

## Liste der Preisträger
- Grüne Markierung: Grün markierte Spieler wurden im gleichen Jahr als UEFA Best Player in Europe ausgezeichnet, eine Auszeichnung, die seit 2011 an in Europa aktive Spieler vergeben wird. Bei den Frauen gibt es dieselbe Auszeichnung erst seit 2013.
- Blaue Markierung: Blau markierte Spieler wurden im gleichen Jahr als CONCACAF-Spieler des Jahres ausgezeichnet.

### Männer
| Jahr | Spieler           | Klub         | Ergebnis | Zweiter           | Dritter        |
| ---- | ----------------- | ------------ | -------- | ----------------- | -------------- |
| 2010 | Lionel Messi      | FC Barcelona | 22,65 %  | Andrés Iniesta    | Xavi           |
| 2011 | Lionel Messi      | FC Barcelona | 47,88 %  | Cristiano Ronaldo | Xavi           |
| 2012 | Lionel Messi      | FC Barcelona | 41,60 %  | Cristiano Ronaldo | Andrés Iniesta |
| 2013 | Cristiano Ronaldo | Real Madrid  | 27,99 %  | Lionel Messi      | Franck Ribéry  |
| 2014 | Cristiano Ronaldo | Real Madrid  | 37,66 %  | Lionel Messi      | Manuel Neuer   |
| 2015 | Lionel Messi      | FC Barcelona | 41,33 %  | Cristiano Ronaldo | Neymar         |

### Frauen
| Jahr | Spielerin      | Klub                             | Ergebnis | Zweite       | Dritte           |
| ---- | -------------- | -------------------------------- | -------- | ------------ | ---------------- |
| 2010 | Marta          | FC Gold Pride                    | 38,20 %  | Birgit Prinz | Fatmire Bajramaj |
| 2011 | Homare Sawa    | INAC Kōbe Leonessa               | 28,51 %  | Marta        | Abby Wambach     |
| 2012 | Abby Wambach   | vereinslos                       | 20,67 %  | Marta        | Alex Morgan      |
| 2013 | Nadine Angerer | 1. FFC Frankfurt / Brisbane Roar | 18,85 %  | Abby Wambach | Marta            |
| 2014 | Nadine Keßler  | VfL Wolfsburg                    | 17,52 %  | Marta        | Abby Wambach     |
| 2015 | Carli Lloyd    | Houston Dash                     | 35,28 %  | Célia Šašić  | Aya Miyama       |